# Miller Brewing Company
Miller Brewing Company es una empresa cervecera estadounidense con sede en Milwaukee, Wisconsin. La compañía tiene instalaciones cerveceras en Albany, Georgia; Chippewa Falls, Wisconsin; Fort Worth, Texas; Irwindale, California; Milwaukee, Wisconsin; y Trenton, Ohio. El 1 de julio de 2008, SABMiller formó MillerCoors, una empresa conjunta con su rival Molson Coors para consolidar la producción y distribución de sus productos en los Estados Unidos, con las operaciones corporativas y las operaciones internacionales de cada empresa matriz para permanecer separadas e independientes de la empresa conjunta.

## Historia
La empresa conjunta finalizó después de que Anheuser-Busch InBev (AB InBev) adquiriera la operación SABMiller el 10 de octubre de 2016. La nueva compañía se llama Anheuser-Busch InBev SA/NV (AB InBev). El 11 de octubre de 2016, la compañía vendió la cartera de la marca Miller fuera de los Estados Unidos y Puerto Rico a Molson Coors, que también retuvo "los derechos de todas las marcas actualmente en la cartera de MillerCoors para los Estados Unidos y Puerto Rico".
Molson Coors es el único propietario de Miller Brewing Company y planea mantener el nombre de MillerCoors y la sede de Chicago y operar la compañía de la misma manera que antes del 11 de octubre de 2016. Para el consumidor y para los empleados, el cambio al 100% de propiedad (del 42% anterior) de Molson Coors no será evidente en los Estados Unidos, según Jon Stern, director de relaciones con los medios de MillerCoors: "La buena noticia es que nada de esto afecta a Milwaukee o Wisconsin. Será lo de siempre. Miller Lite, Coors Light, Miller High Life y Leinenkugel's, y francamente, el resto de nuestras marcas continuarán siendo elaboradas por nosotros".